# Södertälje konsthall

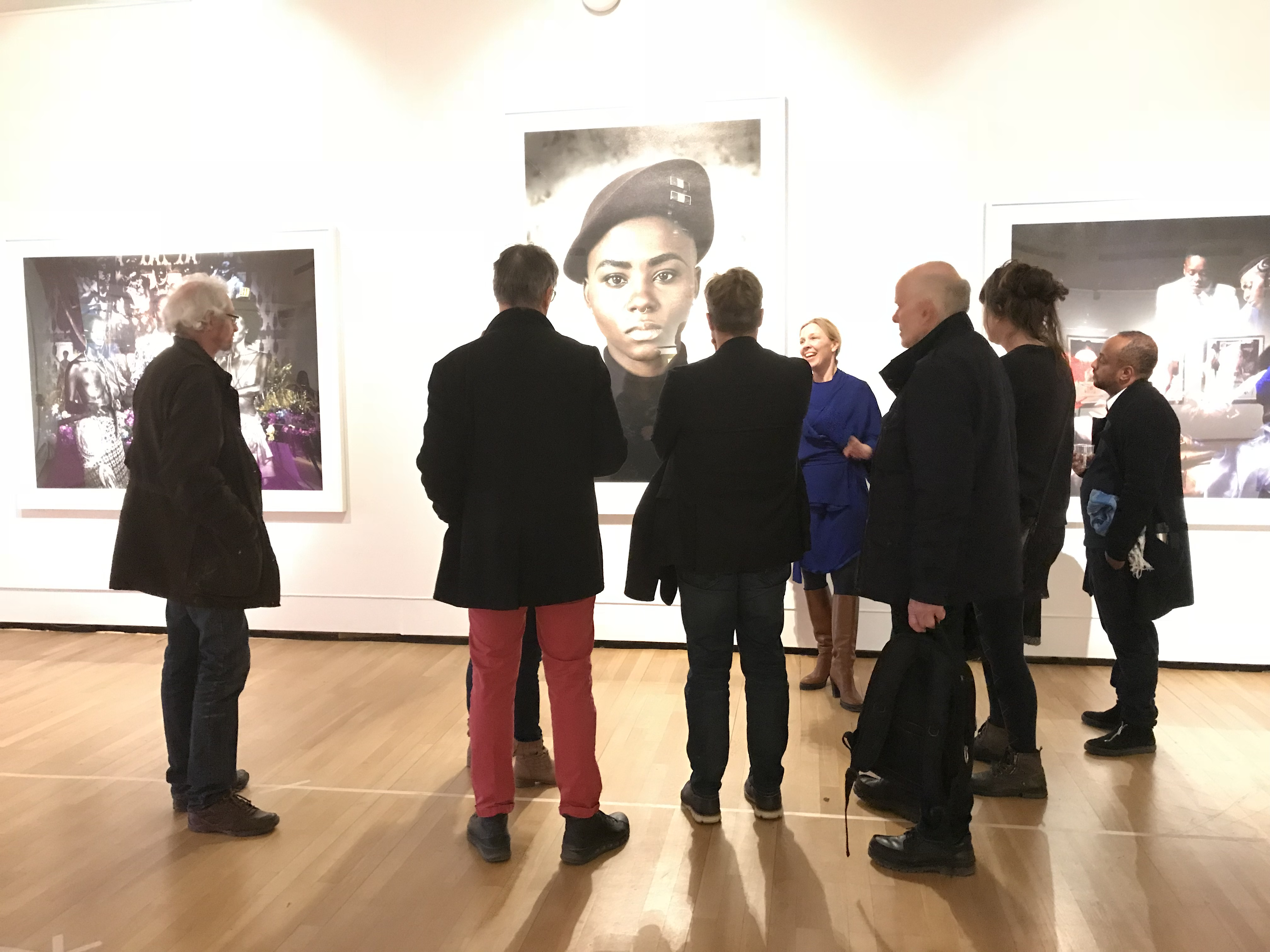
Visning av utställningen "Vansinnets historia" av Kudzanai Chiurai, februari 2019

Södertälje konsthall är en konsthall på Torekällbergets friluftsmuseum i Södertälje i Södermanland och Stockholms län. Konsthallen grundades 1968.
Den första konstföreningen i Södertälje bildades 1945. Dessförinnan hade konstutställningar sporadiskt hållits på stadens hotell och pensionat samt i Socitetshuset på Södertelge Badinrättning.
Kommunen anställde Eje Högestätt som ny kulturintendent 1967. Högestätt inrättade en permanent konsthall i anslutning till baptistkyrkan vilken invigdes 17 maj 1968. Den första utställningen visade egyptiskt textilt konstverk, och gick under namnet Vävarna från Harrania.
1978 flyttade konsthallen till nya lokaler i Luna kulturhus. Under 1970- och 1980-talen hade utställningarna ofta politiska teman.
Konsthallen har sin huvudinriktning på samtida konst, men visar även historiska verk.
Konsthallen har stängt lokalen i Lunagallerian för utställningar, och öppnar 10 maj 2025 på Torekällbergets friluftsmuseum. Konsthallen visar också delar av konstsamlingen i stadshuset, Nyköpingsvägen 26. Öppet när stadshuset har öppet, vanligtvis måndag – fredag under kontorstid.